# 白时中
白時中（11世纪—1127年），字蒙亨，北宋壽州壽春（今安徽壽縣）人。
進士出身，累官為吏部侍郎，因事出知鄆州。不久又得召用。政和六年（1116年），拜尚書右丞、中書門下侍郎。宣和六年（1124年），擔任太宰兼门下侍郎，封崇国公，一切奉蔡京父子的意志。靖康之變時，時中建議欽宗棄城逃跑。後被彈劾懦弱。不久卒。